# Nikola Dragaš
Nikola Dragaš (Zemunik Donji, 1. studenoga 1944.) hrvatski kuglač.

## Životopis
Rođen je 1. studenoga 1944. godine u Zemuniku Donjem kao dijete siromašnih roditelja. Oca je izgubio kao malen dječak u Drugom svjetskom ratu. 
Kao dječak igrao je na boće i ploče i kada je jednom na boćalištu ispred lokalne gostionice zamijenio rođaka Luku i pobijedio starije boćare, dali su mu nadimak “Bućan”.
U Zagreb je stigao 25. kolovoza 1958. i s Glavnog kolodvora odlazi u Đački dom u Vlaškoj i upisuje Školu učenika u privredi. I dalje se bavi športom, nadaren je za nogomet i kuglanje, a u dvoumljenju jednog je dana otišao na kuglanu u Vlaškoj i ostao zauvijek zaljubljen u kuglu. U međuvremenu je završio zanat i počeo raditi u Kožaplastici.
Od države je kao vrhunski športaš dobio kuću, poslovni prostor i stipendiju od 2000 maraka koja je tada bila tri prosječne plaće, ali je i dalje radio kao trgovački poslovođa u Kožaplastici. 
Za vrijeme Domovinskog rata aktivno se posvetio humanitarnom radu u čemu je i danas aktivan. U Vinkovcima je igrao humanitarni turnir za kuglača Dragu Vučića koji je 18. veljače 2006. preminuo tijekom odigravanja prvenstvene utakmice u Osijeku.
Nikola Dragaš danas je umirovljenik, ima dvoje djece i tri unuke.

## Kuglačka karijera
Svoju karijeru započeo je u KK "Dinamo" 1963. godine gdje je počeo kuglati dok je veći dio svoje karijere proveo u KK "Medveščak". 
Na svjetskim prvenstvima sudjeluje od 1972. godine, gdje je osvojio prvi od tri uzastupna naslova pojedinačnog svjetskog prvaka (Split 1972., Eppelheim 1974., Beč 1976.). 
Vlasnik je i ekipnog zlata iz Beča iz 1976., te parovnog iz Budimpešte 1988. zajedno s Borisom Urbancem. Uz 5 zlatnih posjeduje i 5 srebrnih i 7 brončanih medalja, a jedanput je rušio i svjetski rekord. 
S Medveščakom je osvojio 7 medalja u Svjetskom kupu i 3 medalje u Europa pokalu te 6 naslova prvaka Hrvatske. Naslove prvaka Jugoslavije i Hrvatske, prije osamostaljenja, nemoguće je prebrojati. Nikola Dragaš je najuspješniji hrvatski kuglač svih vremena i jedan od najuspješnijih uopće.

## Nagrade i priznanja
- 2008. - zlatna značka Medveščaka za uspješan rad u klubu[3]